# Ann-Britt Leyman
Ann-Britt Leyman   (Stenungsund, 10 de juny de 1922 - Göteborg, 5 de gener de 2013) va ser una atleta sueca que va competir durant la dècada de 1940. Destacà en el salt de llargada i les curses de velocitat.
El 1948 va prendre part en els Jocs Olímpics de Londres, on va disputar dues proves del programa d'atletisme. Va guanyar la medalla de bronze en la prova del salt de llargada, mentre en els 200 metres quedà eliminada en sèries.
En el seu palmarès també destaquen 15 campionats nacionals: en els 80 metres (1941), 100 metres (1942 a 1944 i 1946 a 1949) i 200 metres (1942 a 1947 i 1949).

## Millors marques
- 100 metres. 12.0" (1948)
- 200 metres. 25.8" (1946)
- Salt de llargada. 5m 58 cm (1948)[1][4]